# Vipers Kristiansand
Vipers Kristiansand var en norsk håndboldklub for kvinder som blev grundlagt i 1938, klubben er hjemhørende i Kristiansand i Norge. De rykkede op i Eliteserien i 2001. Holdet gik tidligere under navnet 'Våg Vipers'. Vipers har de seneste mange år domineret i norsk håndbold såvel som internationalt.

## Klubbens historie
Holdet nåede for første gang semifinalen i den norske pokalturnering 'NM-Cup' i sæsonen 2003/2004, men måtte se sig slået af Nordstrand IF. I sæsonen 2010/2011, nåede de så finalen i pokalturnering i Oslo Spektrum. Der tabte de dog til Larvik HK. Til trods, var det var første gang at et kvindehold fra Sørlandet nåede finalen i turneringen.
Holdet har været kvalificeret sig hele 8 gange i EHF Cup-turneringen. De debuterede i for første gang tilbage i sæsonen 2003/2004 og nåede derefter semifinalen, som de tabte til ungarske Győri ETO KC. I kvartfinalen slog de franske ESBF Besançon.
Holdet overraskede for første gang, da de den 29. marts 2017, blev det første hold i den norske liga til at slå ubesejrede Larvik HK, efter i alt 16 år og 353 ligakampe. Samme sæson, vandt klubben deres første sølvmedalje i ligaen, samt sølv i EHF Cuppen. Året efter vandt de så, for første gang, deres første norske mesterskab. I årene 2019, 2020, 2021, 2022 og 2023 genvandt de selvsamme titel og pokalturneringerne. I EHF Champions League-sæsonen 2018-19, kvalificerede de sig overraskende til EHF Final 4-stævnet i Budapest, hvor holdet dog tabte til ungarske Győri ETO KC i semifinalen, men overraskende vandt bronze efter sejr over franske Metz Handball.
Fremme ved maj 2021 vandt klubben for første gang kvindernes EHF Champions League-turnering, efter finalesejr over franske Brest Bretagne Handball. I semifinalen havde man slået russiske CSKA Moskva. I 2022 genvandt man Champions League-titlen, efter en suveræn finalesejr over favoritterne fra Győri Audi ETO KC. I 2023 vandt de for tredje år i træk, med en finalesejr over ungarske FTC-Rail Cargo Hungaria.

## Resultater
Eliteserien:
- Guld: 2017/2018, 2018/2019, 2019/2020, 2020/21, 2021/22
- Sølv: 2016/2017
- Bronze: 2002/2003

NM Cup:
- Guld: 2017, 2018, 2020, 2021, 2022, 2023
- Sølv: 2010

EHF Champions League:
- Vinder: 2021, 2022, 2023 [6]
- Bronze: 2019

EHF Cup:
- Sølv: 2018

## Arena
- Navn: Aquarama Kristiansand
- By: Kristiansand
- Kapacitet: 2.000
- Indviet: 2010
- Adresse: Tangen 8, 4608 Kristiansand, Norge

## Spillertruppen 2023/24
| Nr. | Navn                       | Nationalitet | Alder                      | Position     | I klubben siden |
| --- | -------------------------- | ------------ | -------------------------- | ------------ | --------------- |
| 1   | Sofie Börjesson            | Sverige      | 31. maj 1997 (27 år)       | Målvogter    | 2022            |
| 6   | Océane Sercien-Ugolin      | Frankrig     | 15. december 1997 (27 år)  | Højre back   | 2022            |
| 8   | Karine Emilie Dahlum       | Norge        | 16. december 1999 (25 år)  | Højre fløj   | 2017            |
| 10  | Vilde Jonassen             | Norge        | 1. september 1992 (32 år)  | Venstre fløj | 2012            |
| 11  | Silje Waade                | Norge        | 20. marts 1994 (31 år)     | Højre back   | 2018            |
| 12  | Julie Stokkendal Poulsen   | Danmark      | 6. juni 2001 (23 år)       | Målvogter    | 2022            |
| 13  | Anna Vyakhireva            | Rusland      | 13. marts 1995 (30 år)     | Højre back   | 2022            |
| 14  | Tuva Ulsaker Høve          | Norge        | 11. juni 2000 (24 år)      | Højre fløj   | 2021            |
| 15  | Tuva Pharo                 | Norge        | 7. juli 2004 (20 år)       | Stregspiller | 2023            |
| 16  | Katrine Lunde              | Norge        | 30. marts 1980 (45 år)     | Målvogter    | 2017            |
| 18  | Mina Hesselberg            | Norge        | 20. april 2000 (25 år)     | Venstre fløj | 2022            |
| 20  | Lysa Tchaptchet            | Spanien      | 20. december 2001 (23 år)  | Stregspiller | 2021            |
| 21  | Paula Arcos                | Spanien      | 21. december 2001 (23 år)  | Playmaker    | 2023            |
| 22  | Marta Tomac                | Norge        | 20. september 1990 (34 år) | Playmaker    | 2015            |
| 23  | Lois Abbingh               | Holland      | 13. august 1992 (32 år)    | Venstre back | 2023            |
| 26  | Martine Kårigstad Andersen | Norge        | 7. maj 2002 (23 år)        | Venstre back | 2022            |
| 27  | Sunniva Næs Andersen       | Norge        | 12. november 1996 (28 år)  | Venstre fløj | 2017            |
| 28  | Jamina Roberts             | Sverige      | 28. maj 1990 (34 år)       | Venstre back | 2022            |
| 31  | Ana Debelić                | Kroatien     | 9. januar 1994 (31 år)     | Stregspiller | 2021            |
| 33  | Luisa Schulze              | Tyskland     | 14. september 1990 (34 år) | Stregspiller | 2023            |
| 37  | Jana Knedlíková            | Tjekkiet     | 22. juni 1989 (35 år)      | Højre fløj   | 2020            |

### Transfers
| Norge    | Tuva Pharo - Hentet i Glassverket       |
| Tyskland | Luisa Schulze - Hentet i Metz Handball  |
| Holland  | Lois Abbingh - Hentet i Odense Håndbold |
| Spanien  | Paula Arcos - Hentet i BM Bera Bera     |

| Norge    | Ole Gustav Gjekstad (Cheftræner) - Skifter til Odense Håndbold |
| Tjekkiet | Markéta Jeřábková - Skifter til Ikast Håndbold                 |
| Norge    | Ragnhild Valle Dahl - Skifter til Odense Håndbold              |
| Norge    | Hanna Yttereng                                                 |
| Norge    | Tonje Refsnes                                                  |
| Spanien  | Nerea Pena                                                     |

### Trænerteam
- Cheftræner:  Tomáš Hlavatý
- Assistenttræner:  Lene Rantala

### Tidligere spillere
| - Veronica Kristiansen - Ragnhild Valle Dahl - Elise Alsand - Kristine Lunde-Borgersen - Kari Brattset Dale - Pernille Wibe - Tonje Refsnes - Linn Jørum Sulland - Emilie Hegh Arntzen - Malin Aune - Henny Reistad - Nora Mørk - Kristin Nørstebø - Jeanett Kristiansen - June Andenæs - Andrea Austmo Pedersen - Heidi Løke | - Ulrika Olsson - Isabelle Gulldén - Louise Pedersen - Annette Jensen - Michelle Brandstrup - Mathilde Kristensen - Jessy Kramer - Lynn Knippenborg - Charris Rozemalen - Annick Lipman - Þórey Rósa Stefánsdóttir - Angie Geschke - Sakura Hauge - Carolina Morais - Markéta Jeřábková - Zsuzsanna Tomori - Nerea Pena |